# Głośniej od bomb (film 2015)
Głośniej od bomb (ang. Louder Than Bombs) – zrealizowany w międzynarodowej koprodukcji dramat filmowy z 2015 roku w reżyserii Joachima Triera. Główne role w filmie zagrali Jesse Eisenberg, Gabriel Byrne, Isabelle Huppert, David Strathairn i Amy Ryan, a scenariusz wraz z reżyserem współtworzył Eskil Vogt.
Był to pierwszy film Triera nakręcony w języku angielskim. Zdjęcia kręcono w stanie Nowy Jork. Obraz został wybrany do rywalizacji o Złotą Palmę na 68. MFF w Cannes i był pokazywany w sekcji Special Presentations na MFF w Toronto. Zdobył Nordic Council Film Prize.

## Opis fabuły
Zbliżająca się wystawa, honorująca fotografkę Isabelle Reed trzy lata po jej przedwczesnej śmierci, skłania jej najstarszego syna Jonaha do powrotu do domu rodzinnego, zmuszając go do spędzenia większej ilości czasu z ojcem Gene i wycofanym młodszym bratem Conradem. Gene desperacko próbuje porozumieć się z dwoma synami; starają się oni pogodzić swoje uczucia do kobiety, którą tak odmiennie pamiętają.

## Obsada
- Gabriel Byrne - Gene
- Isabelle Huppert - Isabelle
- Jesse Eisenberg - Jonah
- Amy Ryan - Hannah
- Devin Druid - Conrad
- David Strathairn - Richard
- Rachel Brosnahan - Erin
- Ruby Jerins - Melanie
- Megan Ketch - Amy

## Recepcja
W serwisie Rotten Tomatoes film uzyskał 73% pozytywnych recenzji, w serwisie Mediakrytyk 93% (stan na 14 czerwca 2018).